# SMS Drache (1862)
 «Драхе» (нім. SMS Drache) - броненосець однойменного типу ВМС Австро-Угорщини другої половини 19-го століття. 

## Історія створення
Броненосці типу «Драхе» були першими броненосцями австрійського флоту і австрійського будівництва. Вони були закладені у відповідь на будівництво італійських броненосців  типу «Формідабіле». 
Рішення про будівництво цих кораблів ерцгерцог Фердинанд Максиміліан прийняв ще до офіційного затвердження рейхстагом плану створення нового флоту.
Кораблі оперативно були розроблені Йозефом фон Ромако на основі французьких броненосців типу «Глуар».
«Драхе» був закладений 18 лютого 1861 року на верфі «Stabilimento Tecnico Triestino» у Трієсті. Спущений на воду 9 вересня 1861 року, вступив у стрій у травні 1862 року.

## Історія служби
Під час Другої Шлезвізької війни 1864 року «Драхе» і однотипний «Саламандер», а також броненосець «Принц Ойген», залишились в Адріатиці для охорони австрійського узбережжя, в той час як основна ескадра вирушила в Північне море для війни з Данією.

### Битва біля Лісси
З початком австро-італійської війни 1866 року командувач австрійським флотом Вільгельм фон Тегетгофф мобілізував і повністю укомплектував свої кораблі. 27 червня він привів свій флот до Анкони, але командувач італійським флотом Карло Пелліон ді Персано відмовився вступати у бій.
16 липня Персано вирушив з Анкони до острова Лісса з метою захопити його. Італійські кораблі 3 дні обстрілювали острів, завдавши серйозних пошкоджень береговим батареям, але не змогли повністю подавити їх опір, а всі спроби десанту були відбиті.
20 липня Тегетгофф привів свій флот до Лісси. Він розташував свої броненосці клином, дерев'яні кораблі 2-ї і 3-ї дивізій йшли позаду. «Драхе» розташовувався на правому фланзі.
Персано вишикував свої кораблі у кільватерну колону. Але з початком бою він переніс свій прапор з «Ре д'Італія» на «Аффондаторе». Операція зайняла 10 хвилин, але між дивізіями Персано та Вакки утворився розрив, в який спрямував свій удар Тегетгофф. Австрійці пройшли крізь стрій італійських кораблів, але не змогли протаранити жоден з них. Тегетгофф розвернув свої кораблі для другої атаки. 
«Драхе» вразив своїм вогнем італійський корабель «Палестро», внаслідок чого той загорівся (що згодом призвело до його загибелі), але скориставшись своєю більшою швидкістю, «Палестро» зумів відірватись від переслідування. «Драхе» разом з іншими австрійськими кораблями зосередили вогонь на «Ре д'Італія», який досі вважали флагманом. Один з пострілів пошкодив рульове управління, «Ре д'Італія» втратив керованість, і його протаранив  «Ерцгерцог Фердинанд Макс». «Ре д'Італія» практично миттєво затонув. Загинуло 400 чоловік, в тому числі командир корабля Еміліо Фаа ді Бруно.
Під час бою в «Драхе» влучило декілька снарядів. Від ворожого вогню загинув капітан корабля Молль Генріх фон Молль (нім. Moll Heinrich von Moll), була збита грот-щогла, а також виникла невелика пожежа, яку екіпаж швидко зумів загасили.

### Подальша служба
Незважаючи на перемогу біля Лісси та Кустоци, Австрія зазнала поразки від Пруссії і змушена була поступитись Італії Венецією. Внаслідок австро-угорського компромісу 1867 року дві частини дуалістичної монархії мали право вето на рішення одна одної. Незацікавленість Угорщини в морській експансії призвела до різкого скорочення бюджету флоту. Більшість кораблів були виведені в резерв та роззброєні.
Тому після війни  флот розпочав досить скромну модернізацію, в першу чергу зосередившись на переозброєнні кораблів новими нарізними гарматами. У бюджеті 1867 року були заплановані кошти на модернізацію «Драхе» і «Саламандер» як найстаріших броненосців флоту.
Протягом 1867-1868 років на «Драхе» були встановлені десять 178-мм гармат і дві 51-мм гармати. 
У 1875 році зношений корабель був виключений зі складу флоту. Флот намагався продати його Китаю, але угода не відбулась. У 1883 році він був проданий на злам і розібраний наступного року.